# Milak
Milak là một thành phố và là nơi đặt ban đô thị (municipal board) của quận Rampur thuộc bang Uttar Pradesh, Ấn Độ.

## Địa lý
Milak có vị trí 28°37′B 79°11′Đ / 28,62°B 79,18°Đ Nó có độ cao trung bình là 173 mét (567 feet).

## Nhân khẩu
Theo điều tra dân số năm 2001 của Ấn Độ, Milak có dân số 25.559 người. Phái nam chiếm 53% tổng số dân và phái nữ chiếm 47%. Milak có tỷ lệ 47% biết đọc biết viết, thấp hơn tỷ lệ trung bình toàn quốc là 59,5%: tỷ lệ cho phái nam là 56%, và tỷ lệ cho phái nữ là 38%. Tại Milak, 19% dân số nhỏ hơn 6 tuổi.